# Lee Do-hyun
Lim Dong-hyun (hangul: 임동현; nascido em 11 de abril de 1995) mais conhecido por seu nome artístico Lee Do-hyun (hangul: 이도현), é um ator sul-coreano. Ele é mais conhecido por seus papéis em Hotel del Luna (2019), 18 Again (2020), Sweet Home (2020), Youth Of May (2021), The Glory (2022-2023) e The Good Bad Mother (2023), bem como no filme Exhuma (2024).

## Infância e educação
Lee Do-hyun nasceu em Goyang, Gyeonggi-do, na Coreia do Sul, em 11 de abril de 1995. Lee é o filho mais velho e tem um irmão mais novo, Im Dong-hyuk, que tem deficiência intelectual. Lee era um estudante do Departamento de Cinema e Teatro da Universidade Chung-Ang.

## Carreira
Lee Do-hyun fez sua estreia como ator na comédia negra "Prison Playbook" de 2017, na qual interpretou a versão jovem do personagem de Jung Kyung-ho.
Em 2018, Lee foi escalado para a romântica série de televisão Still 17, em um papel coadjuvante como membro do clube de remo da escola. Por sua atuação, ele foi indicado na categoria Personagem do Ano no SBS Drama Awards de 2018 ao lado de Ahn Hyo-seop e Jo Hyun-sik. No mesmo ano, Lee também apareceu em Clean with Passion for Now, interpretando o irmão mais novo da protagonista de Kim Yoo-jung, uma atleta de Taekwondo promissora na série.
Em 2019, Lee se juntou ao elenco da série de televisão de fantasia sombria, Hotel del Luna, que se tornou um dos dramas coreanos de maior audiência na televisão a cabo. Ele também fez uma aparição especial no The Great Show da tvN. Lee estrelou em Scouting Report, o quinto drama da décima temporada do "KBS Drama Special", pelo qual ele ganhou o "Best Actor in a One-Act/Special/Short Drama Award" no KBS Drama Awards de 2019.
Em 2020, Lee teve seu primeiro papel principal na comédia romântica 18 Again, baseada no filme americano de 2009, 17 Again, interpretando a contraparte de Zac Efron. Sua atuação nesse drama lhe rendeu o prêmio de Melhor Ator Revelação de Televisão no Baeksang Arts Awards de 2021 e o prêmio de Melhor Ator Revelação no APAN Star Awards de 2021. Mais tarde naquele ano, ele teve um papel principal em Sweet Home, produção da Netflix, adaptado da webtoon de mesmo nome. Ele recebeu elogios por parte da crítica ao retratar um personagem cínico e de cabeça fria.
Em 2021, Lee apareceu em Beyond Evil, interpretando o eu mais jovem do personagem de Shin Ha-kyun. Ele também atuou em Youth of May da KBS2, um drama ambientado em 1980 durante o massacre de Gwangju, rendeu-lhe reconhecimento por sua atuação espetacular no gênero melodrama. Mais tarde, em julho de 2021, Lee foi confirmado para estrelar a série Melancholia da tvN, ao lado da atriz Im Soo-jung, que vai ao ar no segundo semestre de 2021. No final de 2021, Lee se tornou o MC do KBS Drama Awards de 2021, junto com os artistas Sung Si-kyung e Kim So-hyun.

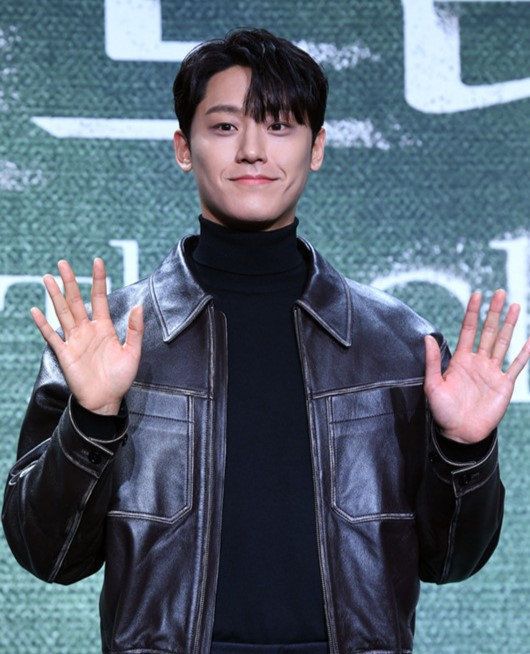
Lee em coletiva de imprensa da série The Glory, em 2022

Em 2022, Lee estrelou a websérie Reincarnation Romance, uma série curta que anunciava pílulas para enjoo. Este foi o seu terceiro trabalho em parceria com a atriz Go Min-si. Em dezembro, Lee estrelou na série da Netflix, escrita pela roteirista Kim Eun-sook, The Glory, ao lado de Song Hye-kyo.
Em 2023, Lee dediciu que Death's Game como seu último projeto antes de ingressar no exército por causa do acordo que fez com o diretor Ha Byung-hoon, com quem trabalhou em 18 Again.

## Vida pessoal
Em 1 de abril de 2023, a Yuehua Entertainment confirmou que Lee está namorando a atriz Lim Ji-yeon, que conheceu durante as filmagens de The Glory.

### Serviço militar
Em 2 de fevereiro de 2023, foi relatado que Lee se alistaria no exército no primeiro semestre desse ano. Posteriormente, a agência confirmou que nenhuma decisão foi tomada e quando a data do serviço militar obrigatório fosse recebida, seria informada posteriormente a todos com maior clareza. Em 3 de agosto de 2023, a Yuehua Entertainment anunciou que Lee se alistaria na Força Aérea da Coreia do Sul em 14 de agosto.

## Filmografia

### Filme
| Ano  | Título       | Função        | Notas       | Ref.          |
| ---- | ------------ | ------------- | ----------- | ------------- |
| 2017 | Summer Night | Lim Seo-jin   | Filme curto | [ 31 ]        |
| 2024 | Exhuma       | Yoon Bong-gil |             | [ 32 ] [ 33 ] |

### Séries de televisão
| Ano     | Título                     | Função                                | Rede | Notas                              | Ref.   |
| ------- | -------------------------- | ------------------------------------- | ---- | ---------------------------------- | ------ |
| 2017–18 | Prison Playbook            | Lee Joon-ho (jovem)                   | tvN  |                                    | [ 4 ]  |
| 2018    | Still 17                   | Dong hae-beom                         | SBS  |                                    | [ 5 ]  |
| 2018–19 | Clean with Passion for Now | Gil Oh-dol                            | JTBC |                                    | [ 7 ]  |
| 2019    | Hotel del Luna             | Go Cheong-myeong                      | tvN  |                                    | [ 8 ]  |
| 2019    | The Great Show             | Wi Dae-han (jovem)                    | tvN  | Aparição especial (Eps. 1-3)       | [ 9 ]  |
| 2019    | Drama Special              | Kwak Jae-won                          | KBS2 | Episódio: "Relatório de Escotismo" | [ 11 ] |
| 2020    | 18 Again                   | Hong Dae-young (jovem) / Go Woo-young | JTBC |                                    | [ 12 ] |
| 2021    | Beyond Evil                | Lee Dong-sik (jovem)                  | JTBC | Aparição especial (Eps. 1–2,5,11)  | [ 17 ] |
| 2021    | Youth of May               | Hwang Hee-tae                         | KBS2 |                                    | [ 18 ] |
| 2023    | The Good Bad Mother        | Choi Kang-ho                          | JTBC |                                    | [ 34 ] |

### Webséries
| Ano       | Título       | Papel         | Notas                                               | Ref.          |
| --------- | ------------ | ------------- | --------------------------------------------------- | ------------- |
| 2020      | Sweet Home   | Lee Eun-hyuk  | 1ª Temporada – Papel principai 2ª Temporada – Cameo | [ 15 ] [ 35 ] |
| 2022–2023 | The Glory    | Joo Yeo-jeong | Partes 1–2                                          | [ 36 ]        |
| 2023      | Death's Game | Jang Geon-woo | Cameo (episódios 4 e 6)                             | [ 37 ]        |

### MC (Anfitrião oficial)
| Ano  | Título                   | Notas                           | Ref.   |
| ---- | ------------------------ | ------------------------------- | ------ |
| 2021 | KBS Drama Awards de 2021 | com Sung Si-kyung e Kim So-hyun | [ 38 ] |

## Prêmios e indicações
| Ano  | Prêmio                                  | Categoria                                             | Trabalho(S)                                | Resultado | Ref.                 |
| ---- | --------------------------------------- | ----------------------------------------------------- | ------------------------------------------ | --------- | -------------------- |
| 2018 | SBS Drama Awards                        | Personagem do Ano                                     | Still 17                                   | Indicado  | [ 6 ]                |
| 2019 | KBS Drama Awards                        | Melhor Ator em Drama de Um Ato/Especial/Curta Duração | Drama Special ("Scouting Report")          | Venceu    | [ 11 ]               |
| 2020 | Asia Artist Awards                      | Prêmio de Popularidade (Ator)                         | —                                          | Indicado  |                      |
| 2021 | Korea First Brand Awards                | Melhor Ator Revelação                                 | —                                          | Venceu    | [ 39 ]               |
| 2021 | APAN Star Awards                        | Melhor Ator Revelação                                 | 18 Again                                   | Venceu    | [ 40 ] [ 41 ]        |
| 2021 | Baeksang Arts Awards                    | Melhor Ator Revelação (TV)                            | 18 Again                                   | Venceu    | [ 42 ] [ 43 ] [ 13 ] |
| 2021 | Asian Academy Creative Awards           | Melhor Ator em Papel Coadjuvante                      | Sweet Home                                 | Venceu    | [ 44 ] [ 45 ] [ 46 ] |
| 2021 | Asia Artist Awards                      | Prêmio de Estreante do Ano                            | 18 Again                                   | Venceu    | [ 47 ] [ 48 ]        |
| 2021 | Brand of the Year Awards                | Ator Estrela em Ascensão                              | Lee Do-hyun                                | Venceu    | [ 49 ]               |
| 2021 | KBS Drama Awards                        | Prêmio de Alta Excelência, Ator                       | Youth of May                               | Venceu    | [ 50 ]               |
| 2021 | KBS Drama Awards                        | Prêmio de Excelência, Ator em Minissérie              | Youth of May                               | Indicado  | [ 51 ]               |
| 2021 | KBS Drama Awards                        | Prêmio de Melhor Casal                                | Lee Do-hyun (com Go Min-si) – Youth of May | Venceu    | [ 52 ]               |
| 2021 | Kinolights Awards                       | Ator do Ano (Nacional)                                | Sweet Home Youth of May                    | 5º        | [ 53 ]               |
| 2021 | Seoul International Drama Awards        | Melhor Ator Coreano                                   | Sweet Home                                 | Indicado  | [ 54 ]               |
| 2022 | Blue Dragon Series Awards               | Melhor Ator Revelação                                 | Youth of May                               | Indicado  | [ 55 ]               |
| 2023 | Brand Customer Loyalty Awards           | Melhor Ator – OTT                                     | The Glory                                  | Indicado  | [ 56 ]               |
| 2023 | Brand of the Year Awards                | Ator Masculino do Ano (OTT)                           | Lee Do-hyun                                | Venceu    | [ 57 ]               |
| 2023 | Global Film & Television Huading Awards | Melhor Ator Principal Global de Teleplay              | The Glory                                  | Indicado  | [ 58 ]               |
| 2024 | Baeksang Arts Awards                    | Melhor Ator Revelação – Filme                         | Exhuma                                     | Venceu    | [ 59 ]               |
| 2024 | Baeksang Arts Awards                    | Ator Mais Popular                                     | Lee Do-hyun                                | Indicado  | [ 60 ]               |

### Honras de estado
| País ou organizaão            | Ano  | Honra(s) ou prêmio(s)                                                    |        |
| ----------------------------- | ---- | ------------------------------------------------------------------------ | ------ |
| Newsis K-EXPO Cultural Awards | 2023 | Prêmio da Comissão de Cultura, Esportes e Turismo da Assembleia Nacional | [ 62 ] |

### Artigos em lista
| Editora | Ano  | Artigo                                             | Classificação | Ref.   |
| ------- | ---- | -------------------------------------------------- | ------------- | ------ |
| Cine 21 | 2020 | Novo Ator para Assistir em 2021                    | 1º            | [ 63 ] |
| Cine 21 | 2023 | Os 5 Principais Novos Atores para Assistir em 2023 | 2º            | [ 64 ] |
| Cine 21 | 2024 | Korean Film Next 50 – Atores                       | Listado       | [ 65 ] |
| Forbes  | 2022 | Korea Power Celebrity Rising Star                  | Listado       | [ 66 ] |